# Гроссман, Агнес
Агнес Гроссман (нем. Agnes Grossmann; род. 24 апреля 1944, Вена) — австрийско-канадский дирижёр. Дочь Фердинанда Гроссмана, жена дирижёра Раффи Арменяна.

## Биография
Первоначально училась игре на фортепиано у Бруно Зайдльхофера в Венской академии музыки и у Пьера Санкана в Парижской консерватории, с 1969 г. гастролировала по миру, однако в 1972 г. травма руки положила конец её исполнительской карьере. В 1974—1978 гг. Гроссман изучала дирижирование в Венской академии музыки у Карла Эстеррайхера и Гюнтера Тойринга.
Начиная с 1981 года Гроссман делит свою жизнь между Австрией и Канадой, где она первоначально начала преподавать в Оттавском университете (в 2004 г. присвоившем ей степень почётного доктора). Она руководила несколькими канадскими оркестрами, в том числе Столичным оркестром Большого Монреаля (1986—1995), а также летними музыкальными курсами и фестивалями. В 1983-1986 гг. руководила Венской певческой академией. В 1996—1998 гг. возглавляла Венский хор мальчиков, которым некогда руководил и её отец; на период её руководства пришлось празднование 500-летия хора и запись юбилейного диска. С 2006 г. художественный руководитель Национального хора Тайваня, с которым осуществила его первую запись — кантату Карла Орфа «Carmina Burana».